# Bernardino Giraud
Bernardino Giraud (ur. 14 lipca 1721 w Rzymie, zm. 3 maja 1782 tamże) – włoski kardynał.

## Życiorys
Urodził się 14 lipca 1721 roku w Rzymie, jako syn Pietra Girauda i Altilii Zagaroli. Studiował na Uniwersytecie Sieneńskim, gdzie uzyskał doktorat utroque iure. Następnie został referendarzem Trybunału Obojga Sygnatur i audytorem Roty Rzymskiej. 19 marca 1767 roku przyjął święcenia kapłańskie. 6 kwietnia został tytularnym arcybiskupem Damaszku, a dwadzieścia dni później przyjął sakrę. W latach 1767–1773 był nuncjuszem we Francji. 17 czerwca 1771 roku został kreowany kardynałem in pectore. Jego nominacja na kardynała prezbitera została ogłoszona na konsystorzu 19 kwietnia 1773 roku i nadano mu kościół tytularny Santissima Trinità al Monte Pincio. W tym samym roku został arcybiskupem Ferrary. Od 1776 roku zarządzał archidiecezją przez wikariusza generalnego, a rok później zrezygnował z niej. W latach 1781–1782 był kamerlingiem Kolegium Kardynałów. Zmarł 3 maja 1782 roku w Rzymie.